# الکتروگلی
شهر الکتروگلی (به روسی: Электроугли) در کشور روسیه و در اوبلاست مسکو واقع شده‌است.